# Herilla ziegleri
Herilla ziegleri is een slakkensoort uit de familie van de Clausiliidae. De wetenschappelijke naam van de soort is voor het eerst geldig gepubliceerd in 1845 door Kuster.